# Bürglen, Thurgau
Bürglen är en ort och kommun i distriktet Weinfelden i kantonen Thurgau, Schweiz. Kommunen har 4 153 invånare (2023).
Förutom Bürglen finns i kommunen orterna Istighofen, Moos, Leimbach och Opfershofen.